# Lin Xing
Lin Xing (Chinees:邢琳; Shenyang, 25 mei 1979) is een Chinese triatlete. Ze nam tweemaal deel aan de Olympische Spelen, maar won hierbij geen medailles.
Xing deed in 2004 mee aan de triatlon op de Olympische Zomerspelen van Athene. Ze is gediskwalificeerd, omdat ze een ronde achter liep. Vier jaar later op de Olympische Spelen van 2008 in Peking behaalde ze wel de finish in een 40e plaats met een tijd van 2:07.34,99.
Van beroep is ze soldaat.

## Titels
- Wereldkampioene triatlon militairen - 2006

## Belangrijke prestaties

### triatlon
- 2002: 49e WK olympische afstand in Cancún - 2:16.24
- 2004: DNF Olympische Spelen van Athene
- 2006: 9e ITU wereldbekerwedstrijd in Jordanië
- 2006:  WK militairen in Zweden
- 2006: 42e WK olympische afstand in Lausanne - 2:11.58
- 2006: 4e Aziatische Spelen - 2:05.35
- 2007: 52e WK olympische afstand in Hamburg - 2:01.24
- 2008: 40e Olympische Spelen van Peking - 2:07.34,99

- Library of Congress Control Number: n2019020020
- Virtual International Authority File: 4873155708720222580003